# Tantilla tayrae
Espèce
Statut de conservation UICN

 DD  : Données insuffisantes
Tantilla tayrae  est une espèce de serpents de la famille des Colubridae.

## Répartition
Cette espèce est endémique du Chiapas au Mexique.

## Publication originale
- Wilson, 1983 : A new species of Tantilla of the taeniata group from Chiapas, Mexico. Journal of Herpetology, vol. 17, n. 1, p. 54-59.